# Alojz Rigele
Alojz Rigele (Pressburg, 8 de febrero de 1879-Bratislava, 14 de febrero de 1940) fue un escultor y pintor eslovaco. Pasó la mayor parte de su vida trabajando en la actual Bratislava, donde se conservan numerosos ejemplos de sus estatuas. Rigele fue considerado uno de los escultores más destacados de Eslovaquia antes de la Primera Guerra Mundial. Su especialidad era la escultura, especialmente el retrato.
Junto con Robert Kühmayer, Jozef Arpád Murmann y Alojz Stróbl, Alojz Rigele formó parte de un grupo de artistas famosos que influyeron en el arte y la arquitectura de la ciudad de Bratislava. La generación de escultores nacidos antes de 1900 a menudo representaba temas históricos y sociales. Rigele fue un miembro activo del grupo Pressburger Kunstverein y de la Asociación de Embellecimiento de Bratislava. El alquimista, realizada aproximadamente en 1920, se considera una de las mejores esculturas de Rigele.

## Biografía
Alojz Rigele nació en 1879 en Pressburg (hoy Bratislava). Sus primeros estudios los realizó en el taller de modelado del escultor decorativo de Bratislava Adolf Messmer. Comenzó a exponer sus obras en exposiciones de Bratislava desde 1899. Estudió en la Academia de Bellas Artes de Viena de 1901 a 1908 con el profesor Jan Bitterlich y el profesor Edmund von Hellmer. Como ganador del epitafio de Péter Pázmány en 1907, Rigele tuvo la oportunidad de estudiar durante dos años en Roma, donde vivió entre 1908 y 1910. En 1911 Rigele se instaló en Bratislava.
Fue un artista prolífico que recibió un gran número de encargos de diversas envergaduras, lo que dio como resultado una producción de calidad variable. Realizó la mayor parte de sus obras entre 1897 y 1938. Recibió y rechazó numerosas ofertas de cátedra en universidades de Praga y Budapest. A pesar de la discutible calidad de algunas de sus obras, nunca tuvo éxito económico ni pudo adquirir su propio estudio profesional. Alojz Rigele murió en la pobreza en Bratislava en 1940.
Quedan numerosas estatuas de Rigele en espacios públicos, sobre todo en Bratislava, pero también en más de 50 pueblos y ciudades de Eslovaquia, Austria y Hungría. Muchas de las estatuas y pinturas de Rigele se conservan en la Galería de la Ciudad de Bratislava, la Galería Nacional Eslovaca y el Museo de la Ciudad de Bratislava.

## El estudio de Rigele
Rigele creó sus obras en un departamento alquilado dentro del Palacio Lanfranconi, en la actual Námestie Ľ. Štúra y la mayoría en su en su estudio en el patio de una casa de la calle Štefánikova. En aquella época el estudio estaba situado en el número 27a, hoy está situado es el número 35-41, detrás de tres edificios de viviendas. El estudio es una estructura baja de madera baja y estrecha con una pared de cristal. Fue construido en la década de 1890 por el magnate de la construcción local Karl Mahr. La calle Štefánina fue desde la década de 1840 la calle principal que conectaba la estación central de trenes de Bratislava con el centro de la ciudad. Era una calle de casas de lujo, palacios y villas. Karl Mahr adquirió un terreno en esta calle que se utilizó como patio de construcción durante la construcción de edificios en la zona. El patio fue la sede de la importante empresa de canteros MAHR, propiedad de la hermana soltera de Karl Mahr. Los Mahrs invirtieron fuertemente en bonos de guerra de la Primera Guerra Mundial que perdieron todo valor después de perderla. Tuvieron que vender todas sus casas y continuaron viviendo allí como inquilinos.
En total, utilizó el estudio durante cuatro décadas e incluso mucho después de su muerte en 1940 y tras la nacionalización posterior del estudio, había partes de obras de arte inacabadas tiradas junto con materiales de construcción valiosos, como un trozo de mármol de la destruida estatua ecuestre de María Teresa que se encontraba en el actual Námestíe Ľ. Sutura. El estudio es un Monumento Cultural de Categoría 1A de Bratislava con el nombre de Ateliér firmy Mahr a Alojza Rigeleho.

## Galería

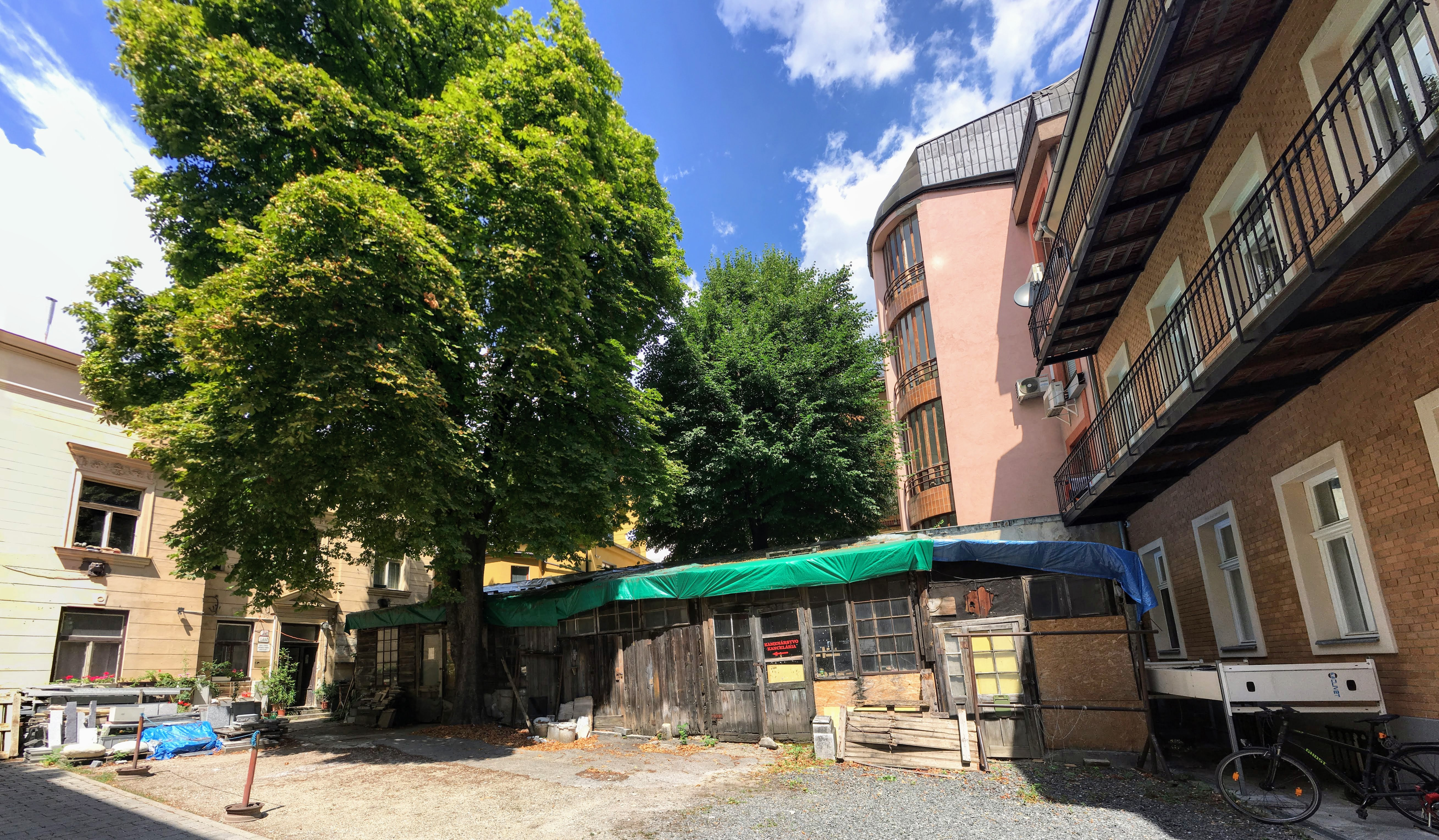
Alojz Rigele - taller
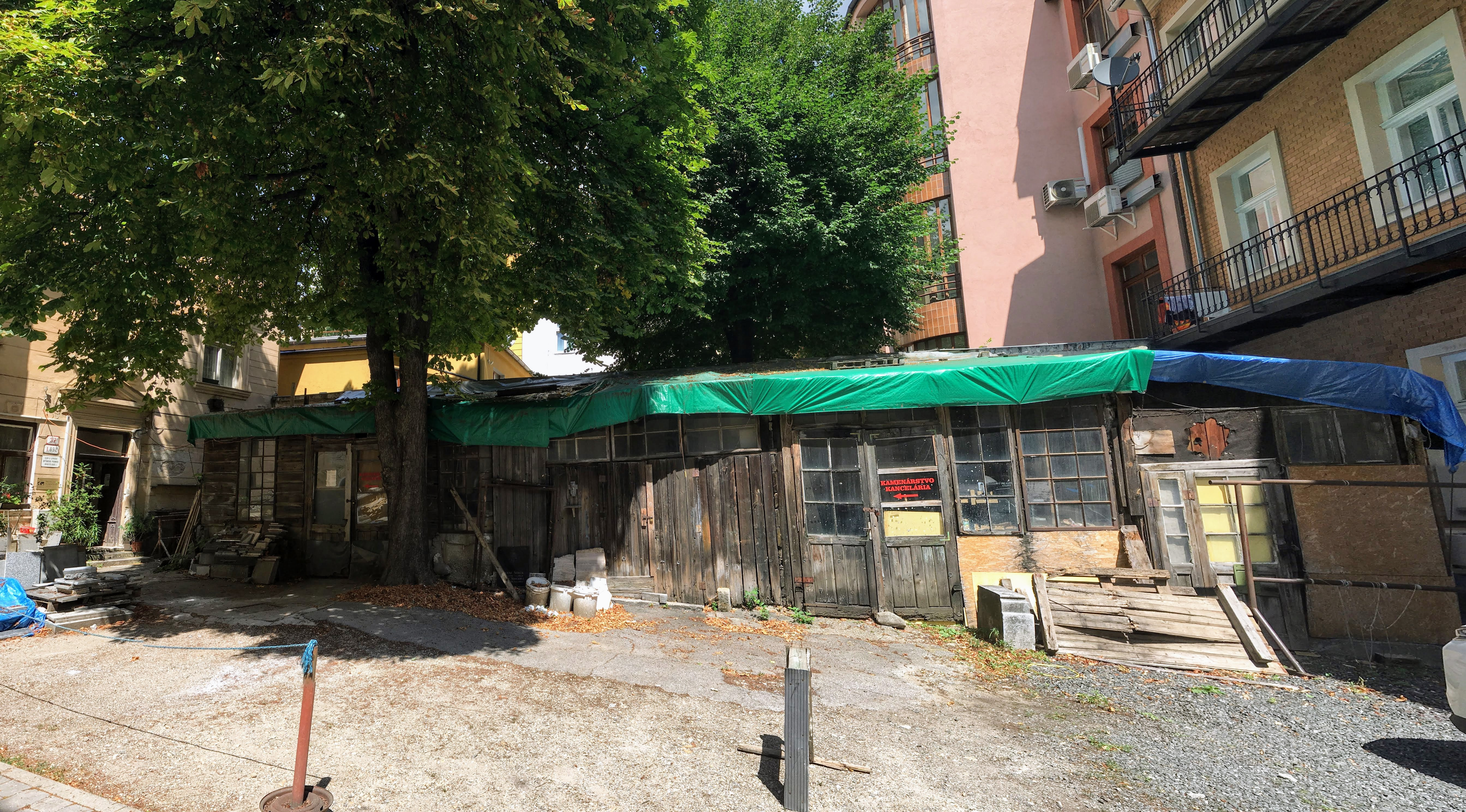
Alojz Rigele - taller
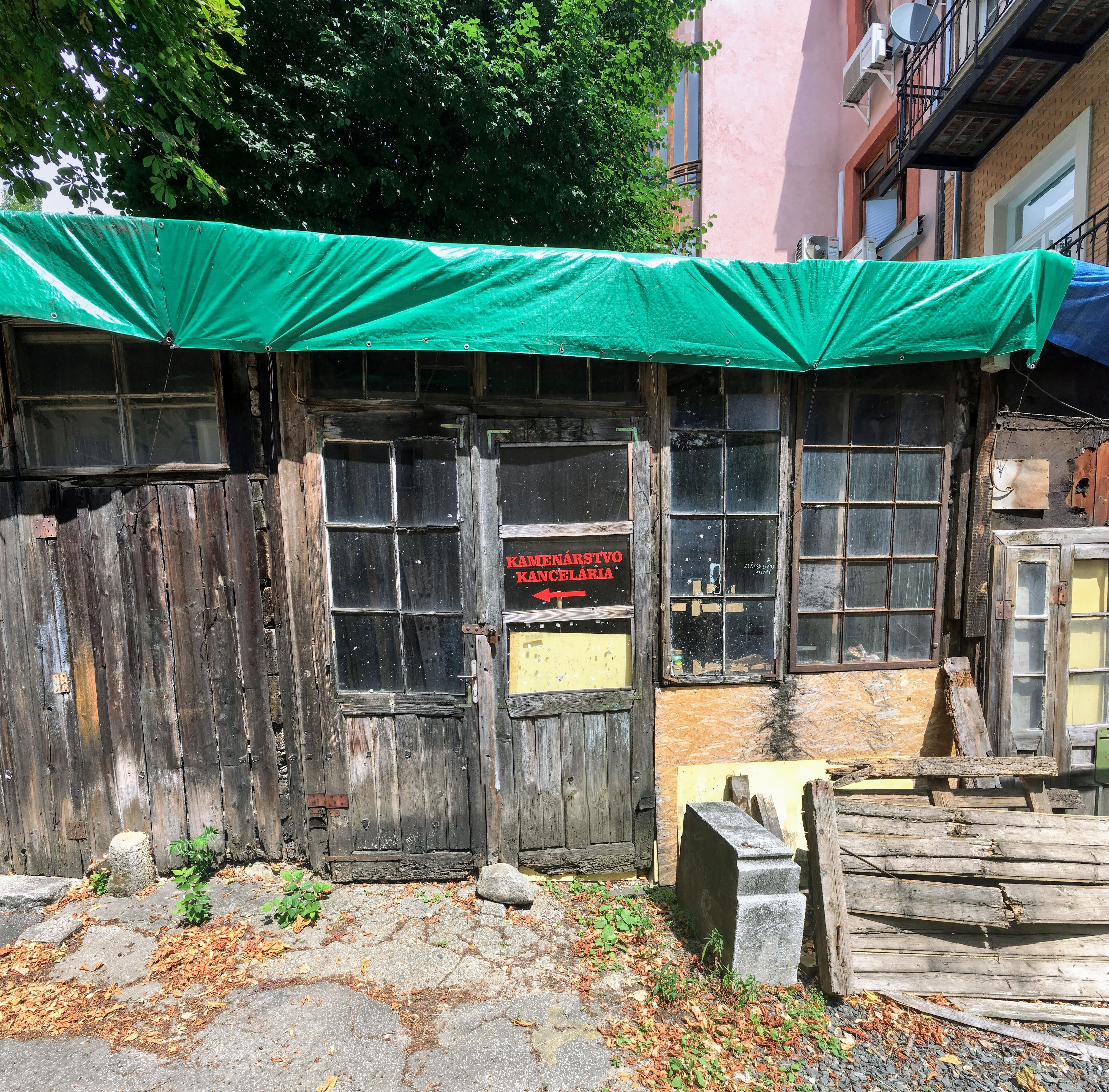
Alojz Rigele - taller
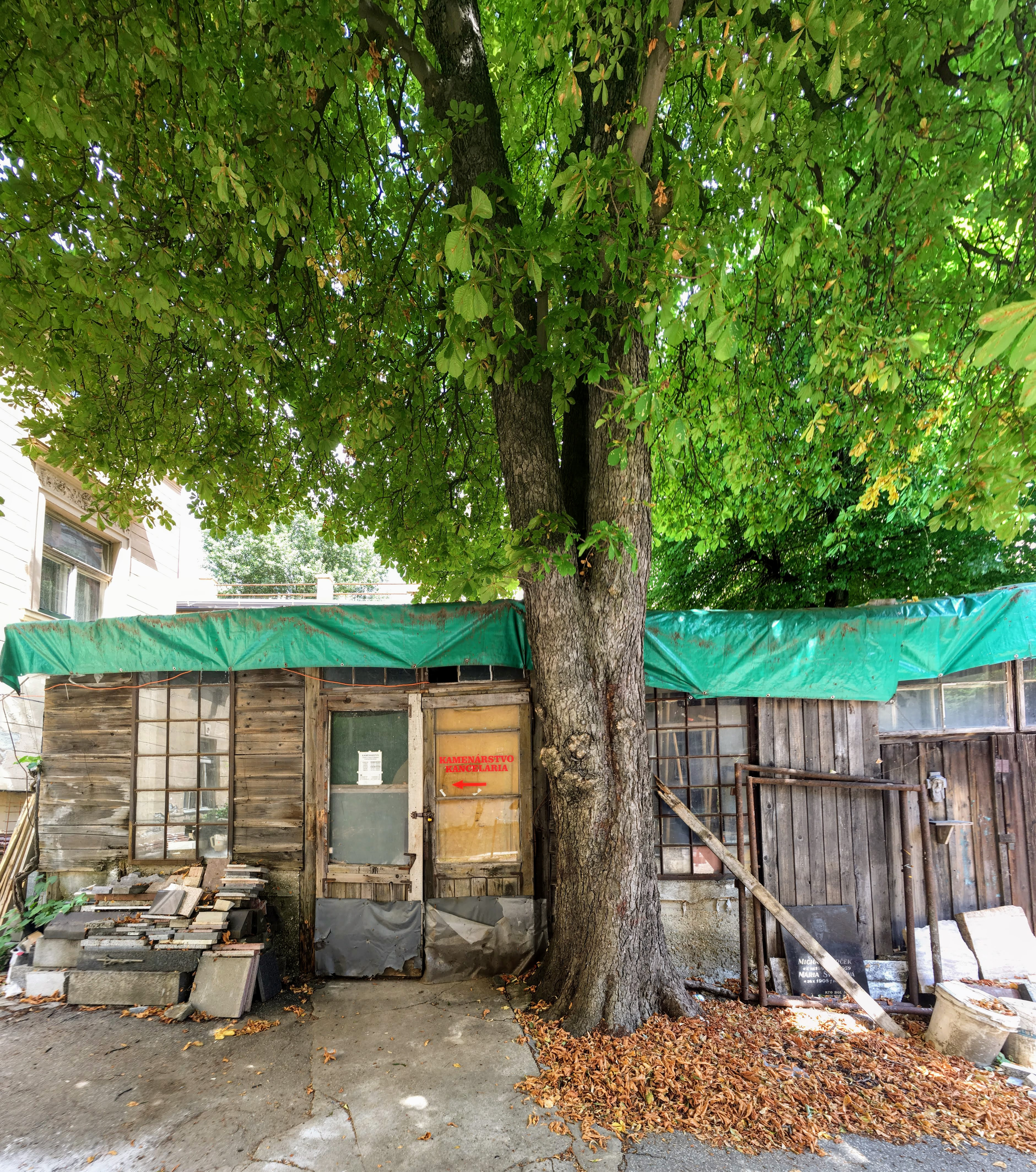
Alojz Rigele - taller

## Obras en pie
| Imagen | Nombre / Traducción                                            | Año       | Ubicación / Coordenadas                                                   | Notas |
| ------ | -------------------------------------------------------------- | --------- | ------------------------------------------------------------------------- | --- |
|        | Cristo el Salvador                                             | 1904      | Edificio Farmacia Salvator, calle Panská nº 35, casco antiguo, Bratislava | Hecho de piedra.                                                                                            |
|        | Fontána Dievča so srnkou / La chica de la fuente con un ciervo | 1942      | Parte superior de la plaza Hviezdoslavovo, casco antiguo, Bratislava      | Alojz Rigele es coautor de la escultura de arenisca que forma parte de la fuente junto con Robert Kühmayer. |
|        | Relieve de la Reina Sissi / Reliéf kráľovnej Sissi             | 1910-1912 | Iglesia Azul, calle Bezručova nº 2, casco antiguo, Bratislava             | Hecho de mármol                                                                                             |

## Premios
- Placa de Gundel
- El epitafio de Péter Pázmány (1907)